# Ибора
Ибора — ранее существовавший город в позднеримской провинции Хеленопонт, который стал христианским епископством. В настоящее время он называется İverönü, Erbaa в современной провинции Токат, Турция. Об этом также говорится в Annuario Pontificio, в котором епископство перечислено как титульный престол.
Статья Симеона Вайле в Католической энциклопедии 1910 года разместила его в современном Турале в той же современной провинции.

## История
Вайле говорит, что, согласно некоторым источникам, примитивным названием города было Газиура, бывший ранее королевским городом, упомянутым Страбоном как безлюдный (XII, XV: Дио Кассий, XXXV, 12). Фактически на скале крепости была обнаружена греческая надпись, датируемая временем Митридата VI Понтийского; подземная галерея, высеченная из скалы, спускается внутрь горы и, возможно, служила секретным хранилищем королевских сокровищ.
Ибора был родным городом Эвагрия Понтийского, знаменитого оригенского аскета 4-го века, и находился недалеко от Арнеси, владения святого Василия, который вел религиозную жизнь на берегу реки Ирис со своим другом Святым Григорием и его сестрой Макриной. В переписке этих двух святых часто упоминается Ибора, который, согласно Прокопию (Historia Arcana, XVIII), был разрушен землетрясением в VI веке.

## Епископы
Le Quien (Oriens Christ., I, 533) упоминает о семи епископах Иборы с IV по IX век. Епископство все ещё действовало до 1170 года при Мануэле Комнине (Иерокл; Партей, «Иероклис Синедемус», 108).